# Gaussova–Markovova věta
Gaussova–Markovova věta (někdy nazývaná i Gaussova věta) je tvrzení z matematické statistiky, které se týká regresní analýzy. Říká, že odhad metodou nejmenších čtverců (OLS) má nejnižší výběrový rozptyl (tj. je v tomto smyslu nejpřesnější) ze všech možných lineárních nestranných odhadů, pokud chyby v modelu lineární regrese jsou nekorelované, mají stejné rozptyly a nulovou střední hodnotu. Chyby nemusejí být normální, ani nemusejí být nezávislé a stejně rozdělené. Požadavek, aby byl odhad nestranný, nelze vypustit, protože existují vychýlené odhady s nižším rozptylem. Je to například Jamesův–Steinův odhad (který navíc nepožaduje linearitu), odhady hřebenové (ridge) regrese nebo jednoduše jakýkoli degenerovaný odhad.
Věta byla pojmenována po Carlu Friedrichu Gaussovi a Andreji Markovovi, ačkoli Gaussova práce časově výrazně předchází Markovovu. Ale zatímco Gauss odvodil výsledek za předpokladu nezávislosti a normality, Markov zredukoval předpoklady do výše uvedené obecnější podoby. Další zobecnění na nesférické chyby vypracoval Alexander Aitken.